# Tutting
Tutting è il nome dato ad uno stile di danza interpretativa contemporanea che si focalizza sull'abilità del ballerino di creare posizioni geometriche e movimenti in cui predomini l'angolo retto. Ciò di solito viene eseguito con una minuziosa attenzione per il ritmo musicale, tipicamente alternando le posizioni con un effetto di stop-and-go.

## Storia
Nonostante il tutting sia una forma prevalente di danza nelle comunità di ballerini di forme correlate come funk e elettronica, la sua storia, come molte danze, rimane non molto ben documentata.
La parola 'Tutting' si riferisce ad uno stile distinto che prese piede con l'avvento del funk styles durante i primi anni 1980. All'interno di questa comunità, i danzatori solevano usare pose in stile tutting per realizzare movimenti di popping. Con uno "schiocco" (pop) si passava da una posizione all'altra, con un'azione simile a quelle tipiche della danza robot, con la differenza che venivano realizzate più velocemente. Questi movimenti venivano realizzati con l'ausilio di polsi, gomiti e spalle, per creare il desiderato angolo retto. 
Presumibilmente, la danza ebbe origine mimando le pose ad angolo comuni nell'arte pittorica e dei bassorilievi dell'Antico Egitto. Nella prima metà del XX secolo diversi gruppi comici avevano ripreso tali pose per ottenere un effetto comico. Il tutting nel suo complesso, o per lo meno diversi dei suoi movimenti, furono definiti 'King Tut'; del tutto simile alla forma colloquiale con cui veniva chiamato il faraone Tutankhamon, rappresentante e simbolo dell'Antico Egitto presso la cultura popolare occidentale, questa forma diede origine alla parola "tutting". Per questa ragione a volte incorrettamente il tutting viene associato al fenomeno culturale che gli anglosassoni chiamano "Walking like an Egyptian", come la canzone del 1986 del gruppo The Bangles.

### Recenti sviluppi
Sebbene il tutting come stile abbia mantenuto stretti legami con il popping, si è evoluto in quanto all'uso di una gamma molto più ampia di posizioni e movimenti. Le varie posizioni, o "tut", ora variano da quelle che comprendono tutto il corpo a intricati movimenti di dita. Le transizioni tra pose sono diventate più complesse ed espressive. Inoltre, sono emersi alcuni sotto-stili di tutting quali: il boxing, che consiste nel creare e manipolare forme di scatola ("box") o altre forme rettangolari, create prevalentemente con le braccia; e uno stile influenzato dalla liquid dancing che alcuni tutter utilizzano dare l'impressione che le articolazioni siano una sorta di cerniere che possono essere manipolate da altre parti del corpo.
La comunità di danza elettronica ha svolto un ruolo di spessore nella crescita tutting grazie alla natura maggiormente attratta del suo stile predominante, il liquiding. Il tutting è attualmente tenuto in alta considerazione sia da chi pratica danza elettronica che funk, per la sua profondità tecnica e il carattere distintivo nella misura in cui un membro di entrambi i generi possa utilizzarla come loro stile dominante, e di tanto in tanto possa essere indicato come un tutter. In quanto tale, i ballerini di tutting potrebbero attingere da stili funk, così come, per esempio, popper potrebbero incorporare elementi di tutting nel loro percorso formativo.